# 2 na 1
2 na 1 (Dva na jednoho) je pořad televizní stanice TV Nova, který měl televizní premiéru 2. července 2022. Jedná se o pořad, ve kterém dvojice moderátorů vymýšlí pro svého hosta sérii úkolů, zkoušek či výzev, které ho dostanou do nestandardních a ne úplně komfortních situací. Moderátory jsou Aleš Háma a Ondřej Sokol.

## Seznam dílů
| Č. v pořadu | Č. v řadě | Host        | Datum premiéry   | Sledovanost |
| ----------- | --------- | ----------- | ---------------- | ----------- |
| 1           | 1         | Vojtěch Dyk | 2. července 2022 | 439 000     |